# Carsium (castrum)
Carsium va ser una fortalesa construïda a la província romana de Mèsia al segle 1 dC.

## Galeria

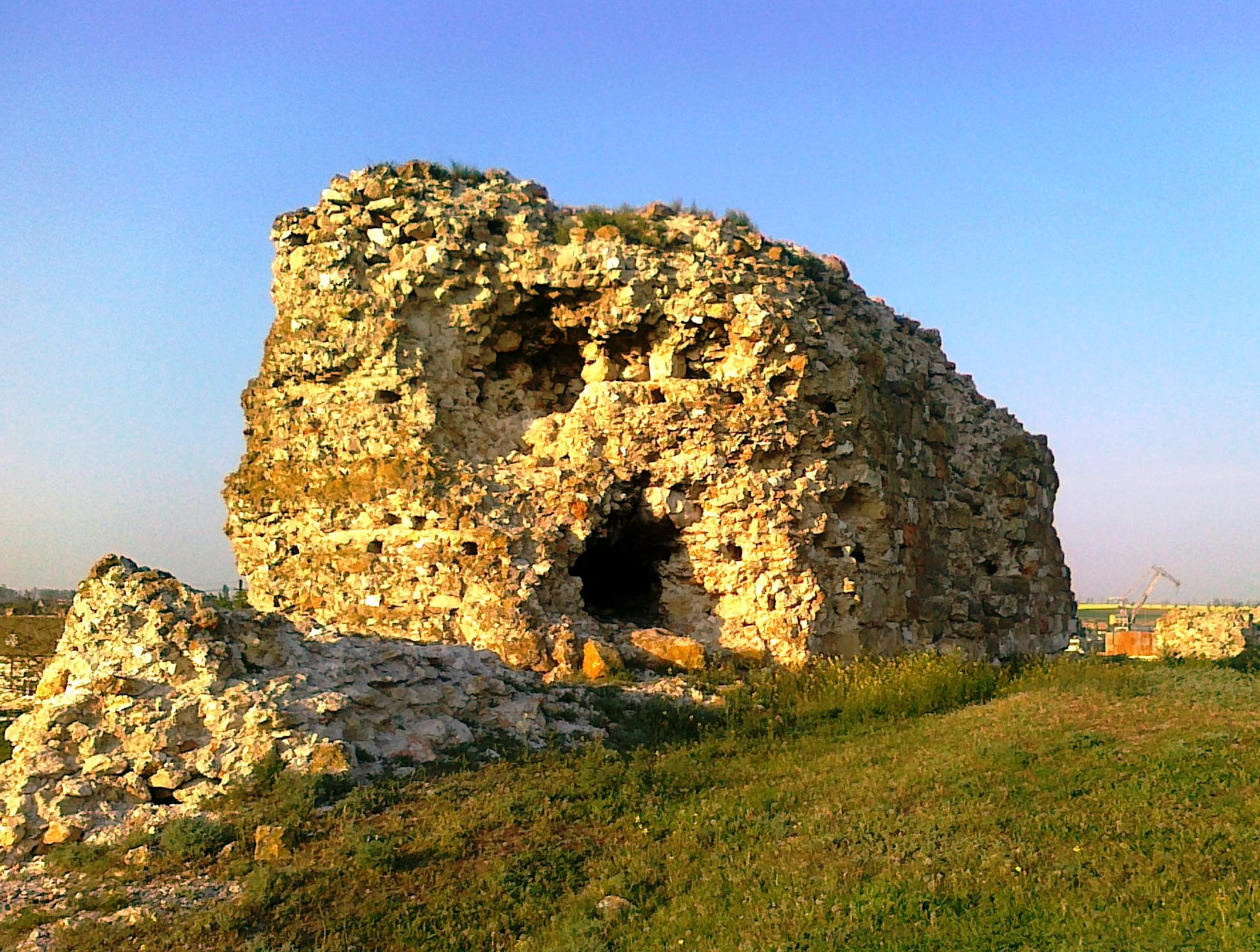
Ruïnes de Carsium
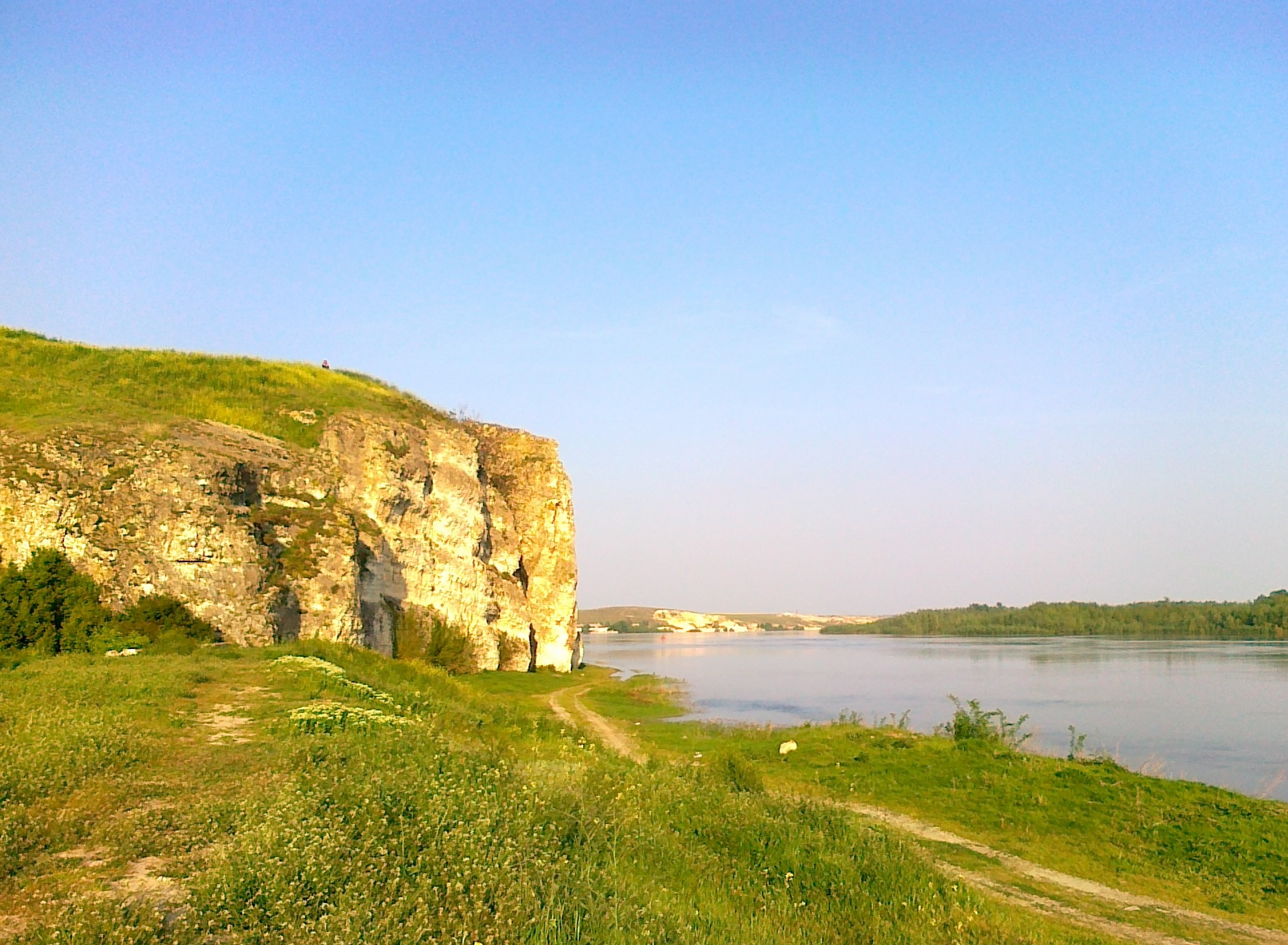
Penya-segats al Danubi